# Santa Cruz da Vitória
Santa Cruz da Vitória är en kommun i Brasilien.   Den ligger i delstaten Bahia, i den östra delen av landet, 900 km öster om huvudstaden Brasília. Antalet invånare är 6 673.
Omgivningarna runt Santa Cruz da Vitória är huvudsakligen savann. Runt Santa Cruz da Vitória är det ganska glesbefolkat, med 28 invånare per kvadratkilometer.